# Asgard (jacht)

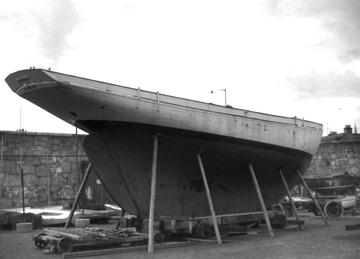
Asgard w roku w 1960 w doku w Dublinie

Asgard – jacht użyty do transportu broni dla Irlandzkich Ochotników w 1914 roku.
Szesnastometrowy jacht należał do Roberta Erskine Childersa oraz jego małżonki Molly Childers. Oboje byli działaczami o niezależność Irlandii, ich syn – Erskine – został w latach 70. XX wieku czwartym prezydentem Irlandii. Jednostka ma nazwę oznaczającą w języku staronorweskim siedzibę bogów, ponieważ została zbudowana przez norweskiego konstruktora i zakupiona w 1905 za sumę 1000 funtów. Jacht był prezentem ślubnym dla Molly, służył do rodzinnych wypraw.
Latem 1914 roku Childersowie z małą załogą na pokładzie popłynęli do Hamburga po broń. Po podróży przez Morze Północne i Irlandzkie 26 lipca dotarli do Howth. W skład ładunku wchodziło 900 karabinów i 25 tys. sztuk amunicji. Broń ta została użyta m.in. podczas powstania wielkanocnego. W 1926 jacht został sprzedany, znajdował się w rękach różnych właścicieli. W 1961 został zakupiony przez państwo irlandzkie, najpierw był jednostką szkoleniową, potem trafił do muzeum w Kilmainham Gaol. 
W 1981 został zwodowany STS Asgard II, drewniany żaglowiec, którego formalnie właścicielem była Irlandia. Służył do celów szkoleniowych, zatonął 11 września 2008 w Zatoce Biskajskiej. 